# Dying of the Light (película)
Dying of the Light (Caza terrorista en España) es una película de 2014 escrita y dirigida por Paul Schrader. La película está protagonizada por Nicolas Cage, Anton Yelchin e Irène Jacob. Se estrenó en cines y en formatos de VOD el 5 de diciembre de 2014.

## Sinopsis
22 años después de haber sido torturado y arrastrado a la demencia por Muhammad Banir, un terrorista árabe que se presume muerto, el veterano agente de la CIA Evan Lake es forzado a retirarse. Pero cuando su protegido, Milton Schultz, obtiene pruebas de que Banir probablemente sigue con vida, Lake se embarca en una misión para eliminar a su antiguo enemigo.

## Elenco
- Nicolas Cage como Evan Lake.
- Anton Yelchin como Milton Schultz.
- Irène Jacob como Michelle Zuberain.
- Victor Webster
- Alexander Karim como Muhammad Banir.

## Filmación
La filmación empezó el 27 de enero de 2014 para ser grabada en Rumania, incluyendo en Castel Film Studios, en Bucarest, y terminaron después de cinco semanas en Estados Unidos. El 5 de marzo de 2014, Cage fue visto en el set durante la filmación de la película en Queensland, Australia.

## Recepción
La película tiene críticas negativas, con un 5% basado en 20 críticas en Rotten Tomatoes.